# 1090 в Україні

## Події
- Олег Святославич (Гореславич), князь Тмутороканський, по смерті Феофанії Моузалонісси одружився з донькою половецького хана Осолука.

## Особи

### Померли
- Ісакій Печерський (? — 1090) — преподобний, самітник києво-печерський.

## Засновані, зведені
- Хуст
- Михайлівська церква, Переяслав[1]